# Gambito Stamma
Gambito Stamma, no xadrez, é a sequência de lances:
1 - e4 e5
2 - f4 exf4
3 - h4
Este gambito foi descrito por Stamma, que o chamou de Gambito do Peão.
Conforme descreveu Stamma:
Um método comum neste país  é iniciar a partida empurrando o peão do rei duas casas; tanto o que joga primeiro quanto seu adversário. (...) Outros jogam o gambito; ou seja, depois que os peões avançam duas casas, aquele que tem o movimento move o peão do bispo do rei duas casas em seu segundo movimento, que seu antagonista captura de graça. (...) Quando o peão da torre do rei é movido duas casas, eu chamo de Gambito do Peão.